# Magno cum animi
Magno cum animi  è una enciclica di papa Benedetto XIV, datata 2 giugno 1751, con la quale il Pontefice mette in guardia e condanna gli abusi che si possono verificare negli Oratori e nelle Chiese private possedute dai laici o presenti nelle loro case.

## Fonte
- Tutte le encicliche e i principali documenti pontifici emanati dal 1740. 250 anni di storia visti dalla Santa Sede, a cura di Ugo Bellocci. Vol. I: Benedetto XIV (1740-1758), Libreria Editrice Vaticana, Città del Vaticano 1993